# موزه صبا
موزهٔ صبا، یکی از موزه‌های استان تهران و مربوط به ابوالحسن صبا، هنرمندِ برجستهٔ موسیقی ایرانی است. ابوالحسن صبا علاوه بر نوازندگی، دستی نیز بر آهنگسازی داشت و همچنین آشنایی خوبی با ادبیات کلاسیک ایران داشت. این موزهٔ هنری، خانهٔ شخصی ابوالحسن صبا است که بر اساس وصیت او در ۲۹ آبان ۱۳۵۳، توسط وزارت فرهنگ و هنر به موزه تبدیل شد. موزهٔ صبا در تهران، خیابان ظهیرالاسلام، کوچه صبا قرار دارد. این مجموعه در حال حاضر توسط دفتر موسیقی معاونت امور هنری وزارت فرهنگ و ارشاد اسلامی اداره می‌گردد. صبا نخستین موسیقی‌دان ایرانی است که موزه‌ای ویژهٔ او در ایران تأسیس شده است.

## تاریخچه
خانهٔ ابوالحسن صبا پنج سال پیش از تولد صبا، در سال ۱۲۷۶ ه.ش توسط پدرش، کمال‌السلطنه خریداری شد. دو سال پس از درگذشت ابوالحسن صبا، همسرش منتخب اسفندیاری تصمیم گرفت تا خانهٔ صبا را به موزه تبدیل کند. او به کشور آلمان سفر کرد و خانهٔ بتهوون را از نزدیک دید. پس از چندبار بازدید از خانهٔ بتهوون، نقشه‌ای از آن خانه کشید و همهٔ عکس‌های خانه را تهیه کرد. وی پس از بازگشت به ایران، عکس‌ها و مدارک تهیه شده را به وزارت فرهنگ و هنر تحویل داد. از سوی این وزارتخانه دو نفر مأمور شدند تا مقدمات تبدیل خانهٔ صبا به موزه را فراهم کنند. در سال ۱۳۴۲ ه.ش وزارت فرهنگ و هنر خانهٔ صبا را از منتخب اسفندیاری خرید.
این «موزهٔ بیوگرافیک» به دلیل بزرگداشت جایگاه هنری ابوالحسن صبا و حفظ میراث او در موسیقی ایران، در تاریخ ۲۱ آبان سال ۱۳۵۳ ه.ش افتتاح شد. پس از مدتی منتخب اسفندیاری همسر صبا، عروسک‌های دست‌ساز خود را در موزهٔ صبا، با حضور فرح پهلوی به نمایش گذاشت. این عروسک‌ها که در بخشی از این موزه قرار دارند، با لباس‌های ویژه، منعکس‌کنندهٔ فرهنگ فولکلور مناطق مختلف ایران و دوره‌های مختلف تاریخی از زمان ساسانیان تا دورهٔ معاصر ایران هستند.
مدتی پس از افتتاح، «مکتب صبا» نیز در موزهٔ صبا راه‌اندازی شد و هنرمندانی همچون عبدالله دوامی و علی‌اکبر شهنازی و همچنین برخی از شاگردان صبا از جمله فرامرز پایور و علی تجویدی به آموزش موسیقی در آن مکان پرداختند. پس از انقلاب ۱۳۵۷، موزهٔ صبا تعطیل و اموالش بدون سرپرست مستقیم و حفاظت ماند و برخی از اشیاء آن ناپدید شد. در سال ۱۳۷۴ وزارت فرهنگ و ارشاد اسلامی تصمیم به بازگشایی این مکان گرفت و پس از تعمیر و بازسازیِ ساختمان، موزهٔ صبا مجدداً گشایش یافت. چند سال بعد دوباره این موزه تعطیل شد و در سال ۱۳۸۳ به همت نوهٔ ابوالحسن صبا، مرمت و بازگشایی شد. موزهٔ صبا پس از انجام عملیات بازسازی مجدداً در سال ۱۳۸۸ بازگشایی شد.

## بخش‌های موزه

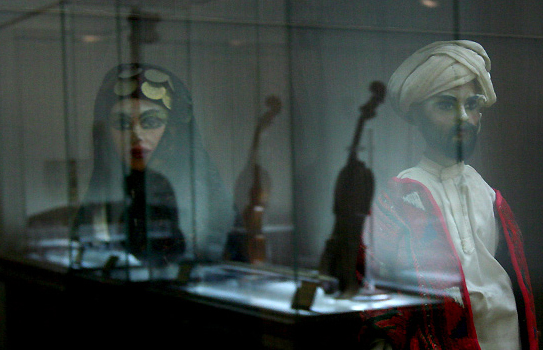
نمایی از موزهٔ صبا

موزهٔ صبا به دو بخش اصلی تقسیم می‌شود:
- بخش اول که مجموعه‌ای از آثار، اشیاء و سازهای متعلق به صبا است در تالار این موزه نگهداری می‌شود. در میان سازهای موزهٔ صبا، یک سه‌تار از سازهای ساخته‌شده توسط او دیده می‌شود. صفحه‌های گرامافون از آثار موسیقی صبا،  کتاب‌ها و یادداشت‌های صبا، نامه‌ها، سندها و نوشته‌های رسمی او، عکس‌ها، وسایل شخصی، تابلوهای نقاشی و آثار خوشنویسی صبا، همچنین مجسمه و ماسک چهرهٔ صبا در این مجموعه نگهداری می‌شوند.[۱۴]
- بخش دوم مربوط به آثار دستی همسر صبا است که شامل مجموعه تندیس‌های مومی و لباس‌های محلی و سنتی ایران قدیم است.[۲]

## آدرس
محل موزهٔ استاد صبا، در میدان بهارستان، ضلع غربی خیابان ظهیرالاسلام به شمارهٔ پلاک ۹۲ قرار گرفته‌است.

## یادکردها
1. ↑  «موزه استاد صبا، تیشینه».
2. 1 2  «آشنایی با موزه ابوالحسن صبا - تهران». همشهری آنلاین. بایگانی‌شده از اصلی در ۱۵ مارس ۲۰۱۲. دریافت‌شده در ۱۹ مرداد ۱۳۹۰.
3. ↑  «ابوالحسن صبا». ماهنامهٔ ادبی - اجتماعی - فرهنگی دانشجویان دانشگاه واترلو. بایگانی‌شده از اصلی در ۹ نوامبر ۲۰۱۱. دریافت‌شده در ۱۹ مرداد ۱۳۹۰.
4. ↑  «مردی به وسعت یک ارکستر». روزنامه آفتاب یزد. ۳ دی ۱۳۹۸.
5. ↑  افتخاری، ناصر (اسفند ۱۳۷۷). «موزه خانهٔ صبا». دفتر هنر. ششم (به واسطهٔ کتاب اسطورهٔ صبا) (۱۱).
6. ↑  «عاشق همیشه تنهاست». روز هفتم. سوم (به واسطهٔ کتاب اسطورهٔ صبا) (۱۴۰). ۵ دی ۱۳۷۶.
7. ↑  دهباشی، اسطورهٔ صبا، ۵۷۷.
8. ↑  «تونل زمان - زنان موفق ایرانی، ایرانی هفته منتخب اسفندیاری کوه نور». شبکه من و تو. بایگانی‌شده از اصلی در ۵ مه ۲۰۲۱. دریافت‌شده در ۲۹ مه ۲۰۲۱.
9. ↑  «رونمایی عروسک‌های همسر صبا و دختر عموی نیما یوشیج پس از سال‌ها». خبرگزاری ایسنا. ۱۱ تیر ۱۳۹۱.
10. ↑  «عاشق همیشه تنهاست». روز هفتم. سوم (به واسطهٔ کتاب اسطورهٔ صبا) (۱۴۰). ۵ دی ۱۳۷۶.
11. ↑  افتخاری، ناصر (اسفند ۱۳۷۷). «موزه خانهٔ صبا». دفتر هنر. ششم (به واسطهٔ کتاب اسطورهٔ صبا) (۱۱).
12. ↑  «مردی به وسعت یک ارکستر». روزنامه آفتاب یزد. ۳ دی ۱۳۹۸.
13. ↑  «موزه موسیقی «صبا» در معرض نابودی قرار گرفت». خبرگزاری مهر. ۷ مرداد ۱۳۹۴.
14. ↑  دهباشی، اسطورهٔ صبا، ۵۷۸.
15. ↑  «موزه استاد صبا». موزه‌های تهران. دریافت‌شده در ۱۹ مرداد ۱۳۹۰.
16. ↑  دهباشی، اسطورهٔ صبا، ۵۷۷.